# Lena 20 år
Lena 20 år utkom den 24 januari 2007 är ett samlingsalbum av Lena Philipsson. Det placerade sig som högst på andra plats på den svenska albumlistan.

## Låtlista
1. "Kärleken är evig" - 3:07
2. "Han jobbar i affär" - 3:48
3. "Det gör ont" - 3:01
4. "Dansa i neon" - 3:21
5. "Lena Anthem" - 4:12
6. "Om igen" - 3:04
7. "Åh Amadeus" - 3:31
8. "Stjärnorna" - 3:54
9. "Why (så lätt kommer du inte undan)" - 4:59
10. "Jag känner" ("Ti Sento") - 4:06
11. "På gatan där jag bor" - 4:10
12. "Standing in My Rain" - 4:43
13. "Bästa vänner" - 3:18
14. "Delirium" - 4:22
15. "Talking in Your Sleep" - 4:41
16. "Unga pojkar & äldre män" - 4:31
17. "006" - 4:23
18. "Månsken i augusti" - 4:21
19. "Jag måste skynda mig på" - 4:00 (duett Lena Philipsson-Orup)

## Listplaceringar
| Lista (2007) | Topplacering |
| ------------ | ------------ |
| Sverige      | 2            |